# Norges KFUK-KFUM-speidere
Norges KFUK-KFUM-speidere är den norska scoutrörelsen inom KFUK-KFUM och grundades 2003 genom att Norges KFUK-Speidere och Norges KFUM-Speidere gick samman. Förbundet har 11 000 medlemmar i 300 kårer och är ansluten till Speidernes Fellesorganisasjon och därmed också till världsorganisationen för scoutrörelsen, World Organization of the Scout Movement (WOSM), och världsflickscoutsamfundet, World Association of Girl Guides and Girl Scouts (WAGGGS).

## Målsättning
- Norges KFUK-KFUM-speideres mål er å fremme og drive et speiderarbeid for å hjelpe barn og unge til å utvikle en kristen tro og oppdra dem til ansvarsbevissthet, selvstendighet, samfunnsmessig engasjement, mellomfolkelig forståelse og respekt for naturens verdi. - Förbundets mål enligt dess officiella hemsida
- Norges KFUK-KFUM-speideres mål är att främja och driva scoutarbete för att hjälpa barn och unga att utveckla kristen tro och leda dem till ansvarstagande, självständighet, samhällsarangemang, mellanfolklig förståelse och respekt för naturen. - Fri översättning av ovanstående.